# Le Fabuleux Destin de madame Petlet
Le Fabuleux Destin de madame Petlet és una pel·lícula francesa escrita i dirigida per Camille de Casabianca, estrenada el 1995.

## Argument
Nathalie és una guionista de televisió en plena crisi que decideix fer l’argument d’una nova sèrie basant-se en les vivències de la seva minyona Janine. La sèrie té un gran èxit. Quan Janine se n’assabenta, li demana una compensació econòmica pels drets d’autor. Com que Nathalie es nega, Janine decideix venjar-se.

## Repartiment
- Maïté : Janine Petlet
- Camille de Casabianca : Nathalie Reyter
- Jean-Pierre Darroussin : Hervé Reyter
- Michèle Laroque : Marcie
- Richard Guedj : Robert Petlet
- Gérard Hernandez : Sammy
- Isabelle Olive : Christelle Petlet
- Eric Seigne : Mickaël Petlet
- Jean Laurens : Nestor Reyter
- Pascal Metge : Le technicien vidéo
- Serge Baillet
- Julien Cafaro : L'assistant de Marcie
- Elsa Chabrol
- Zazie Delem : L'hôtesse
- Deddy Dugay
- Mathe Duroux
- Jean-Michel Farcy
- Franck Jazédé
- Sylvester Maziarz
- Oury Milshtein
- Bernard Montiel
- Jean O'Cottrell
- Frankie Pain : La postière de Cusset
- Patrick Poivre d'Arvor
- Géraldine Sourbets

## Recepció
Va participar en la XVI edició de la Mostra de València, en la que Maïté va guanyar una menció a la millor interpretació femenina.